# Boryczów
Boryczów – część miasta Niepołomice na Osiedlu Boryczów, położona w południowej części miasta, graniczące ze Staniątkami oraz Podłężem, tuż przy Puszczy Niepołomickiej. 
Boryczów położony jest w południowo-zachodniej części Niepołomic, na wschód od Puszczy Niepołomickiej. Od początku istnienia osady główną osią jej rozwoju był trakt Wieliczka-Niepołomice (droga wojewódzka nr 964), noszący obecnie miano ulicy Wielickiej. W okresie międzywojennym na wschód od niej powstała Strzelnica Wojskowa. Po jej likwidacji, na początku XXI wieku, wytyczono na jej obszarze siatkę ulic i rozpoczęto budowę osiedla domów jednorodzinnych Boryczów-Strzelnica.